# Núi Tượng
Núi Tượng còn được gọi là Liên Hoa Sơn, nằm tại thị trấn Ba Chúc, huyện Tri Tôn, tỉnh An Giang, Việt Nam. Núi Tượng thấp nhỏ, chỉ cao 145 m và chu vi 3.825 m. Nhiều người cho đây là một trong Thất Sơn. Từ xa, hình núi trông giống hình dạng con voi nên có tên là Núi Tượng.

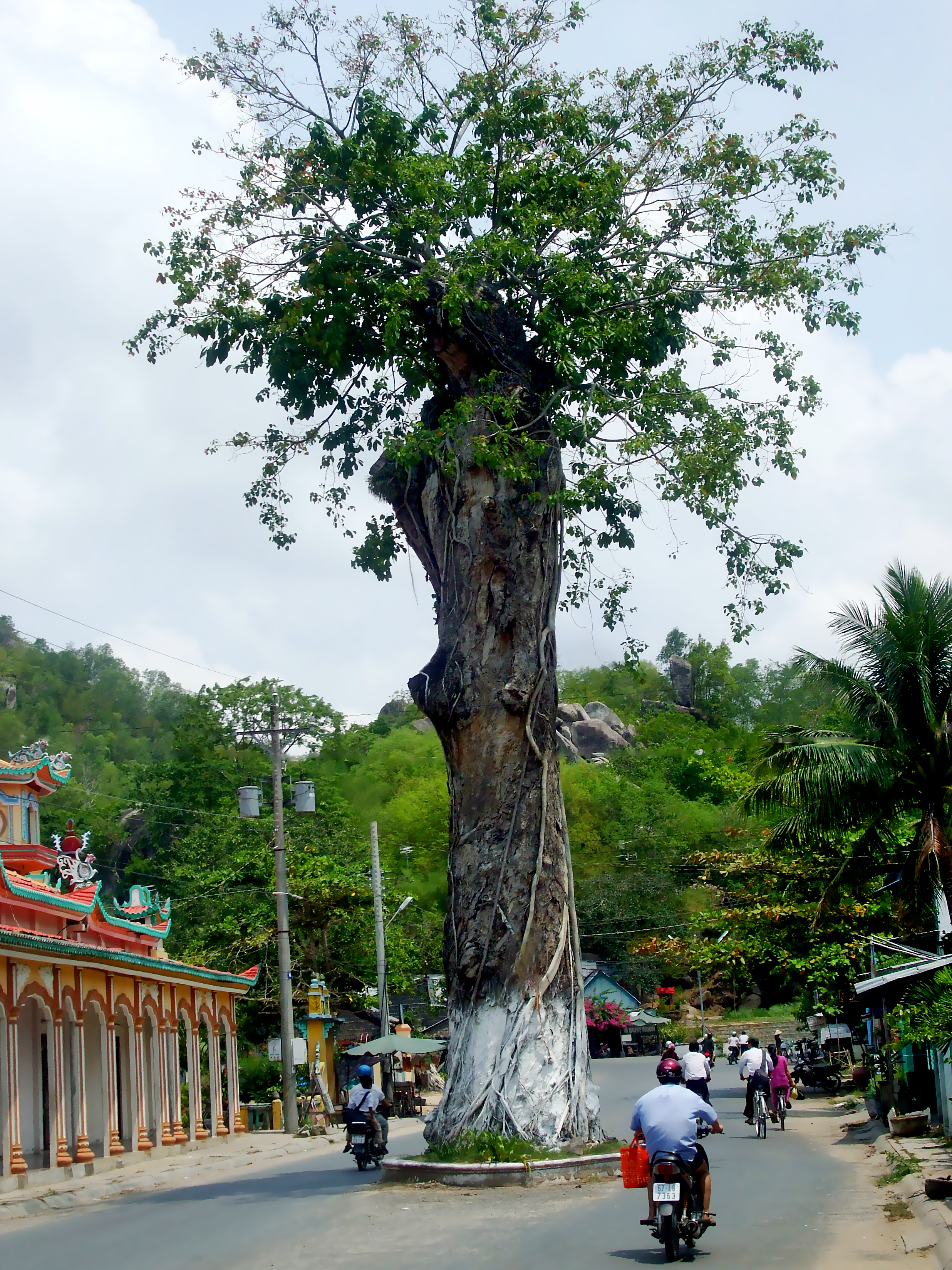
Cây dầu hàng trăm năm tuổi bên chân núi Tượng, gợi nhớ thuở nơi này hãy còn rừng rậm, hoang vu

## Đặc điểm, sự kiện
Nhà văn Sơn Nam viết:
Vùng Ba Chúc (quanh núi Tượng), thung lũng nhỏ, cổ kính, có cảnh "trước miễu, sau chùa", miễu (là đình làng độc đáo, thờ trăm quan đại thần) cất phía trước, chùa phía sau, kề sát nhau. Câu ca dao khá xưa, dễ gợi giây phút lâng lâng:
Dạo chơi trước miễu sau chùa.
Đụng người mua bán quê mùa thiếu chi.
Ở miền đất này đã xảy ra một số sự kiện:

### Đạo nạn
Trước năm 1870, vùng núi này hãy còn hoang vu, nhưng kể từ năm này, nhờ ông Ngô Lợi, người khai sáng đạo Tứ Ân Hiếu Nghĩa (gọi tắt là đạo Hiếu Nghĩa), dẫn dắt một số đệ tử vào vùng núi Tượng khai hoang lập những thôn ấp, mà sau này trở thành làng An Định, An Hòa, An Thành, An Lập; dựng chùa Tam Bảo, chùa Phi Lai khiến nơi đây ngày một trở nên đông đúc.
Chỉ tính trong 12 năm (1876 - 1888), quân lính Pháp đã đến đốt phá, bắt bớ, tra tấn, tù dày những tín đồ ở làng An Định cả thảy bảy lần, tín đồ Hiếu Nghĩa gọi là "đạo nạn". Đơn cử năm 1885, Ngô Lợi cùng với tín đồ đạo Hiếu Nghĩa kết hợp với nghĩa quân của Hoàng Thân Sivôtha (Campuchia) nổi dậy, nhưng bị Pháp nhanh chóng đưa quân vào trấn áp rồi còn cho đóng đồn dọc kênh Vĩnh Tế để dễ theo dõi, chế ngự. Lần đạo nạn này, Ngô Lợi phải cùng với nhiều tín đồ phải chạy sang Vườn Dầu, thuộc Campuchia để lánh nạn. Đến khi trở về, nhà cửa, chùa chiền chỉ còn lại những đống tro tàn.

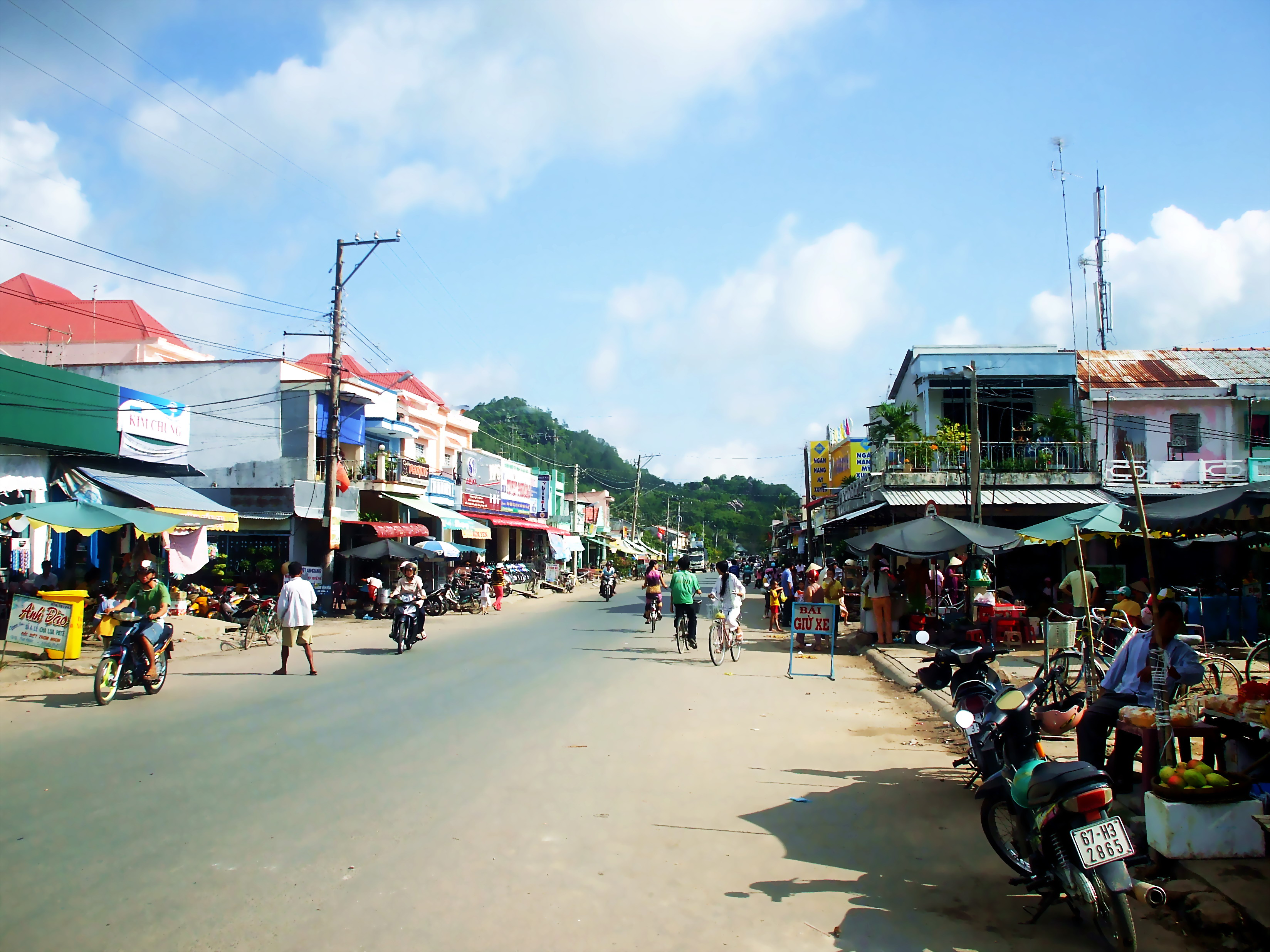
Một góc phố Ba Chúc tức thôn An Định xưa. Phía cuối đường là Núi Tượng.

Nhưng bi thảm nhất là vào năm 1887 khi lính Pháp xử bắn 8 người, đày ra Côn Đảo 13 người. Người Pháp giải tán làng An Định (sáp nhập vào làng Ba Chúc), thiêu hủy tất cả chùa chiền, nhà cửa và cưỡng bức 407 gia đình gồm gần hai ngàn người già trẻ xuống tàu về quê quán...
Nói đến đạo nạn, kệ giảng của đạo Hiếu Nghĩa có những câu:
Lập an chùa miễu vững xong,
Bước qua Ất Dậu, gió giông ai tường.
Mã tà, Mã kỵ rần rần
Phá làng, phá xóm vang rền tứ vi.
Kẻ chạy, người ở thêm thương,
Cám nổi đoạn trường chua xót đắng cay…
(trích Chánh Tăng Phật tích)

### Thảm sát

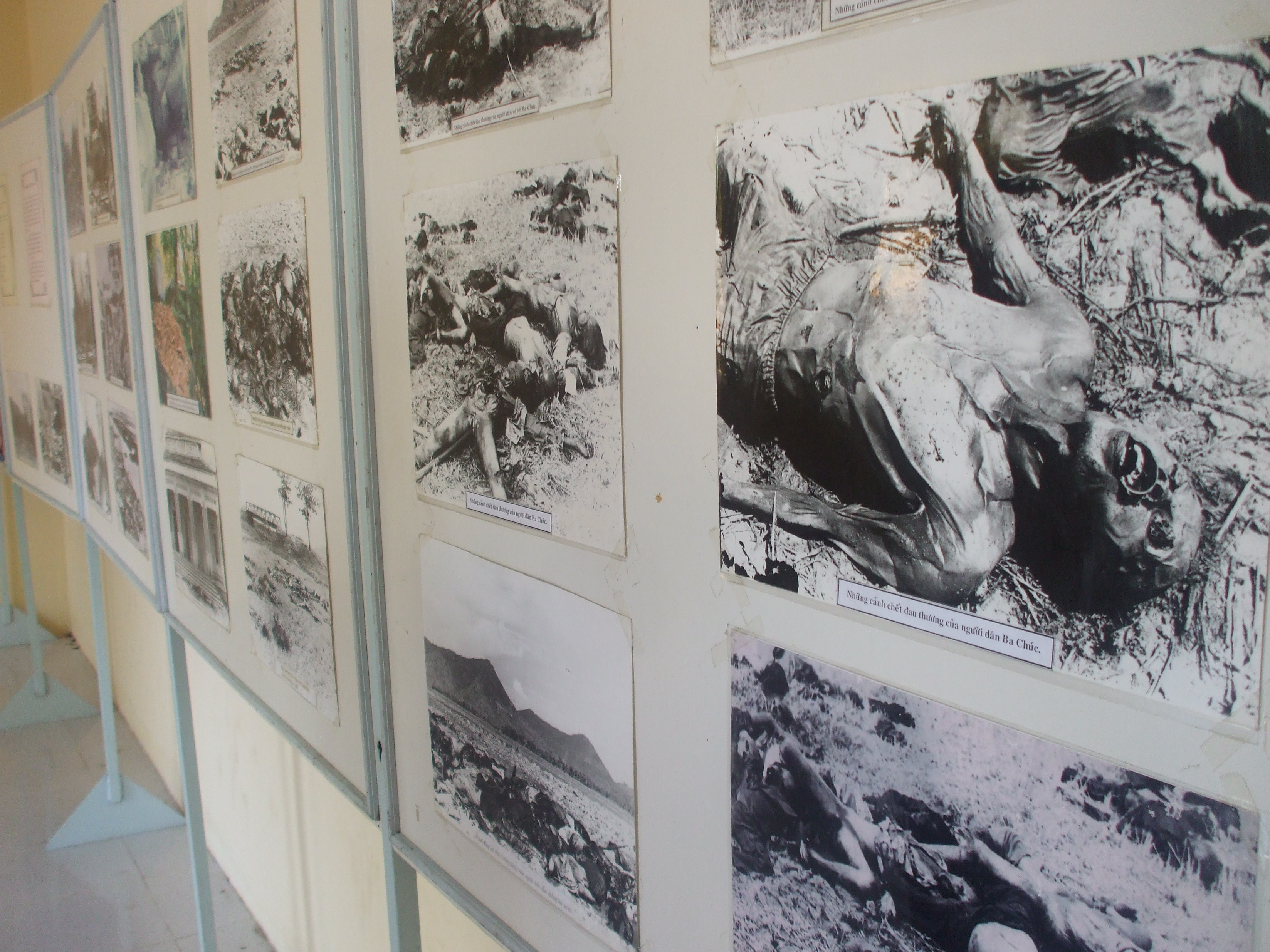
Ảnh nơi phòng trưng bày cuộc thảm sát tại khu Nhà Mồ Ba Chúc.

Làng còn bị một đại nạn khác xảy ra vào ngày 18 tháng 4 năm 1978, khi quân Pôn Pốt từ Campuchia tràn vào xã Ba Chúc (nay là thị trấn Ba Chúc). Đông đảo người dân quanh vùng đã kéo nhau lên Núi Tượng, tìm các hang đá sâu và hẻo lánh để ẩn nấp.
Mười một ngày sau, khi quân Pôn Pốt bị đánh đuổi, tại nhiều nơi trong đó có chùa Tam Bửu, chùa Phi Lai và các hang của Núi Tượng như: Dồ Đá Dựng, Cây Da, Ba Lê, Tám Ất… và những nơi khác đã phát hiện nhiều xác dân thường bị quân Pôn Pốt lùng sục và thảm sát. Do một số xác người ở hang quá sâu, không thể mang lên, thân nhân phải lấp kín miệng hang. Theo Bia Căm thù Ba Chúc, số người bị thảm sát là 3.157 dân thường.
Hiện nay Nhà Mồ Ba Chúc trưng bày 1.159 bộ hài cốt nạn nhân cuộc thảm sát này 

### Sách
- TT. TS. Thích Nhật Từ, TT. TS. Thích Bửu Chánh, PGS. TS. Trương Văn Chung, PGS. TS. Nguyễn Công Lý (2018). Phật giáo vùng Mê-kông: Lịch sử và hội nhập. Tủ sách Đạo Phật Ngày Nay.Quản lý CS1: nhiều tên: danh sách tác giả (liên kết)